# Cascada Si Dit
Cascada Si Dit es una cascada y una atracción turística en el país asiático de Tailandia. Esta cascada se encuentra a orillas del río Wang Thong y se puede ver durante todo el año. En las cataratas, hay un mortero de arroz que usa la energía generada a partir de la caída de agua, construido por el Partido Comunista de Tailandia. Es un área protegida dentro del Parque nacional de Thung Salaeng Luang, y administrativamente depende de la provincia de Phitsanulok.